# HMHS Uganda
El HMHS Uganda fue un crucero británico construido en 1952.

## Historia
Al principio, el Uganda navegó con la British-India Steam Navigation Company. Después, fue convertido en crucero educacional por Howaldtswerke AG. Con esa modificación el buque comenzó a realizar viajes en Escandinavia y el mar Mediterráneo.

### Guerra de las Malvinas
En 1982, al iniciar la guerra de las Malvinas, el Reino Unido requisó al Uganda en Gibraltar y lo convirtió en buque hospital. La nave arribó al teatro de operaciones al cabo de cuatro semanas. Su carga de combustible fue provista por el RFA Olmeda. En una ocasión el Uganda corrió riesgo de ser bombardeado por aviones argentinos que lo identificaron a tiempo. En total, recibió 730 heridos, 580 británicos y 150 argentinos. Asimismo, se reunió cuatro veces con los buques hospitales argentinos en la Red Cross Box. Esta era un punto de reunión de las naves de ambos bandos para el intercambio de heridos localizada a 72 km al norte del estrecho de San Carlos. El primer encuentro fue entre el HMHS Uganda y el ARA Bahía Paraíso el 11 de mayo de 1982.